# Ponera bableti
Ponera bableti är en myrart som beskrevs av Perrault 1993. Ponera bableti ingår i släktet Ponera och familjen myror. Inga underarter finns listade i Catalogue of Life.